# Friedrich von Thünen

Friedrich von Thünen

Friedrich von Thünen (* 27. November 1785 in Canarienhausen, Wangerland; † 31. März 1865 in Oldenburg (Oldb)) war ein deutscher Landwirt und Politiker im Großherzogtum Oldenburg.

## Leben
Friedrich von Thünen wurde als Sohn des Gutsbesitzers Edo Christian von Thünen (1760–1786) und dessen Frau Anna Margaretha Catharina Trendtel (* 1765), Buchhändlertochter aus Jever, geboren. Er war als Hoferbe des väterlichen Gutes Canarienhausen vorgesehen. Der bedeutende Nationalökonom und Wirtschaftsgeograph Johann Heinrich von Thünen war sein älterer Bruder. Nach dem frühen Tod des Vaters heiratete die Mutter 1789 den Kaufmann Christian Diedrich von Buttel (1766–1810). Aufgewachsen zunächst in Hooksiel, besuchte er von 1798 bis 1802 das Mariengymnasium Jever und machte anschließend ein dreijähriges Praktikum auf einem Bauernhof bei Wüppels. Danach absolvierte Thünen von 1805 bis 1807 eine landwirtschaftliche Ausbildung u. a. bei Lucas Andreas Staudinger in Groß Flottbek bei Hamburg und hielt sich zum Abschluss seiner Ausbildung ein Jahr auf dem Mustergut von Albrecht Daniel Thaer in Möglin auf.
1808 übernahm er den ererbten Besitz Canarienhausen. 1813 heiratete er Adelheid Henriette Kruckenberg geb. Folkers (1791–1866). Das Ehepaar hatte eine Tochter, die unverheiratet starb.
Thünen war bemüht, seinen Gutsbetrieb durch Rationalisierung und Ausweitung ertragreicher zu machen, hatte aber dauernd mit wirtschaftlichen Schwierigkeiten zu kämpfen. Er stand dazu in ständigem Erfahrungsaustausch mit seinem älteren Bruder, beschäftigte sich mit dessen Forschungsgebieten und führte jahrelang Bodenmessungsreihen durch, die Johann Heinrich von Thünen in seinem Werk Der isolierte Staat in Beziehung auf Landwirtschaft und Nationalökonomie nutzte. In diesem Zusammenhang betrieb Thünen auch eigene Forschungen zur Entstehung des Marschlands und veröffentlichte einige Aufsätze, in denen er die Theorie einer Küstensenkung ablehnte. Er gehörte zu den ersten Mitgliedern der 1818 gegründeten Oldenburgischen Landwirtschaftsgesellschaft, in deren Organ, den Oldenburgischen Blättern, er Artikel über neue Anbaumethoden und die für die Marschen wichtige Veredelungswirtschaft veröffentlichte.
Wirtschaftlich unabhängig konnte sich Thünen einer ausgedehnten Tätigkeit in verschiedenen Bereichen des öffentlichen Lebens widmen. So beteiligte er sich ab 1835 an dem Entwurf einer neuen Deichordnung, die 1846 in Kraft gesetzt wurde und im Wesentlichen die überholten Befreiungen von den Deichlasten aufhob. Nach der Julirevolution von 1830 spielte er eine führende Rolle in der Petitionsbewegung für die Einführung einer landständischen Verfassung sowie für eine selbständigere Stellung des Jeverlandes innerhalb des Großherzogtums Oldenburg. Hierbei wollte er revolutionäre Bestrebungen möglichst vermeiden und durch ein Eingehen auf die Forderungen der Bevölkerung die notwendigen Änderungen auf legalem und friedlichem Weg herbeiführen.
Bei Ausbruch der Revolution im März 1848 engagierte sich Thünen innerhalb der kleinen Führungsgruppe der Bewegung im Jeverland und war im April 1848 Mitglied der Versammlung der 34, des oldenburgischen Vorparlaments. Von 1848 bis 1851 gehörte er dann dem Landtag an, wobei er den gemäßigten Liberalen zuzurechnen war, aber sich in bestimmten Fragen auch den Linken anschloss.
1849 wurde er außerdem in die oldenburgische Generalsynode gewählt, wirkte bei der Ausarbeitung einer neuen Kirchenverfassung mit und war von 1849 bis 1850 weltliches Mitglied des Oberkirchenrats. Um diese Tätigkeiten zu bewältigen, verpachtete Thünen in dieser Zeit seinen Hof und zog 1849 nach Oldenburg, wo er Mitglied im Literarisch-geselligen Verein wurde. Nach dem Rücktritt der Regierung seines Stiefbruders Christian Diedrich von Buttel (1801–1878) und dem Einsetzen der restaurativen Entwicklung zog er sich aus dem politischen Leben zurück.
Im Mai 1850 wurde er auf eigenen Wunsch Abschätzungsdirektor bei der neu errichteten Katasterdirektion und Ablösungsbehörde. Diese Tätigkeit übte er bis zum 22. April 1864 aus.